# Cha-uat (huyện)
Cha-uat (tiếng Thái: ชะอวด) là một huyện (amphoe) ở phía nam của tỉnh Nakhon Si Thammarat, miền nam Thái Lan.

## Địa lý
Các huyện giáp ranh (từ phía tây theo chiều kim đồng hồ) là Thung Song, Chulabhorn, Ron Phibun, Chaloem Phra Kiat, Chian Yai và Hua Sai của Nakho Si Thammarat Province, Ranot của tỉnh Songkhla, Khuan Khanun và Pa Phayom của tỉnh Phattalung và Huai Yot của tỉnh Trang.
Vườn quốc gia Khao Pu - Khao Ya nằm ở the dãy núi Nakhon Si Thammarat tại biên giới hai tỉnh Phattalung và Trang.

## Lịch sử
Tiểu huyện (King Amphoe) được lập năm 1923, khi đơn vị này được tách từ huyện Ron Phibun. Đơn vị này đã được nâng cấp thành huyện ngày 1/1/1953.

## Hành chính
Huyện này được chia thành 11 phó huyện (tambon), các đơn vị này lại được chia ra thành 88 làng (muban). Cha-uat là một thị trấn (thesaban tambon) nằm trên một phần của tambon Cha-uat and Tha Pra Cha. Có 11 Tổ chức hành chính tambon.
| \| STT \| Tên \| Tên tiếng Thái \| Số làng \| Dân số \| \| \| --- \| --------------- \| -------------- \| ------- \| ------ \| \| \| 1. \| Cha-uat \| ชะอวด \| 9 \| 12.405 \| \| \| 2. \| Tha Samet \| ท่าเสม็ด \| 7 \| 4.765 \| \| \| 3. \| Tha Pracha \| ท่าประจะ \| 6 \| 7.180 \| \| \| 4. \| Khreng \| เคร็ง \| 11 \| 7.654 \| \| \| 5. \| Wang Ang \| วังอ่าง \| 10 \| 9.551 \| \| \| 6. \| Ban Tun \| บ้านตูล \| 6 \| 6.955 \| \| \| 7. \| Khon Hat \| ขอนหาด \| 8 \| 6.147 \| \| \| 8. \| Ko Khan \| เกาะขันธ์ \| 9 \| 8.903 \| \| \| 9. \| Khuan Nong Hong \| ควนหนองหงษ์ \| 8 \| 6.830 \| \| \| 10. \| Khao Phra Thong \| เขาพระทอง \| 7 \| 7.345 \| \| \| 11. \| Nang Long \| นางหลง \| 7 \| 6.492 \| \| | Map of Tambon   |                |         |        |  |
| STT | Tên             | Tên tiếng Thái | Số làng | Dân số |  |
| 1. | Cha-uat         | ชะอวด          | 9       | 12.405 |  |
| 2. | Tha Samet       | ท่าเสม็ด         | 7       | 4.765  |  |
| 3. | Tha Pracha      | ท่าประจะ        | 6       | 7.180  |  |
| 4. | Khreng          | เคร็ง           | 11      | 7.654  |  |
| 5. | Wang Ang        | วังอ่าง          | 10      | 9.551  |  |
| 6. | Ban Tun         | บ้านตูล          | 6       | 6.955  |  |
| 7. | Khon Hat        | ขอนหาด         | 8       | 6.147  |  |
| 8. | Ko Khan         | เกาะขันธ์        | 9       | 8.903  |  |
| 9. | Khuan Nong Hong | ควนหนองหงษ์     | 8       | 6.830  |  |
| 10. | Khao Phra Thong | เขาพระทอง      | 7       | 7.345  |  |
| 11. | Nang Long       | นางหลง         | 7       | 6.492  |  |